# Ercan Aktuna
Ercan Aktuna (* 1. Januar 1940 in Istanbul; † 20. September 2013 ebenda) war ein türkischer Fußballspieler, -trainer, -funktionär und -kolumnist. Durch seine langjährige Tätigkeit für Fenerbahçe Istanbul wird er mit diesem Verein assoziiert. Aufgrund  der Ähnlichkeit seiner Spielweise mit der von Cesare Maldini wurde er zu seiner aktiven Zeit Maldini Ercan genannt.

## Spielerkarriere

### Verein
Aktuna begann mit dem Profifußball Ende der 50er Jahre in der Jugend des türkischen Erstligisten İstanbulspor. 1959 wurde er dann in den Profikader aufgenommen und über zwei Spielzeiten zum Stammspieler ausgebildet. 1964 gelang ihm der endgültige Durchbruch. In seiner Mannschaft stieg er zum Stammspieler auf und nachdem er dreimal für die türkische U-21 spielte, wurde er auch Nationalspieler.
So dauerte es nicht lange, bis er von den großen Istanbuler Vereinen Transferangebote bekam. Im Sommer 1965 wurde sein Wechsel zum Erstligisten Fenerbahçe Istanbul bekanntgegeben. Hier etablierte er sich schnell als Stammspieler und gewann mit der Mannschaft 1967/68 und 1969/70 die türkische Fußballmeisterschaft. Ab der Saison 1971/72 verlor er seine unumstreitbare Stellung im Team und saß häufiger auf der Ersatzbank. Besonders unter dem Trainer Valdir Pereira spielte er keine Rolle mehr bei der Mannschaftsaufstellung.
Nachdem die Mannschaft die Spielzeit 1973/74 mit der türkischen Fußballmeisterschaft gekrönt hatte, gab Aktuna das Ende seiner aktiven Spielerlaufbahn bekannt.

### Nationalmannschaft
Aktuna spielte 1964 dreimal für die türkische U-21-Nationalmannschaft. Im selben Jahr absolvierte er auch sein erstes von insgesamt 29 Länderspielen für die türkische Nationalmannschaft.
1965 nahm er mit der Türkei am ECO-Cup-Teil und belegte den zweiten Platz. 1967 und 1969 nahm er mit der Türkei erneut teil und gewann diesen Cup beide Male.

## Funktionärskarriere
Im Anschluss an seine aktive Laufbahn besuchte er in England einen einjährigen Trainer- und Sportmanagerlehrgang. Im Februar 1987 wurde er als Manager von Fenerbahçe vorgestellt. Bereits sechs Monate danach erklärte er seinen Rücktritt. Aktuna arbeitete zuletzt als Fußballkolumnist bei diversen Tageszeitungen.

## Tod
Ercan Aktuna verstarb im September 2013 im Alter von 73 Jahren im Fatih-Sultan-Mehmet-Krankenhaus in Istanbul.

## Erfolge
- Fenerbahçe Istanbul:
  - Süper Lig (4): 1967/68, 1969/70, 1973/74
  - Türkischer Pokalsieger (2): 1968, 1974
  - TSYD Kupası (2): 1970, 1974
- Türkische Nationalmannschaft:
  - ECO-Cup (2): 1967, 1969
    - Zweiter beim ECO-Cup (1): 1965